# Герб Варвы
Герб Варвы — официальный геральдический символ посёлка городского типа Варва Черниговской области (Украина).
Утверждён Решением Варвинского поселкового совета № 26-11/11 от 22 декабря 2011 года.

## Описание
Герб Варвы — официальный знак посёлка городского типа, размещённый на геральдическом щите, в центре которого находится бывший герб Варвы 1737 года. Герб состоит из двух равных частей зелёного и жёлтого цветов. Справа на зелёном фоне изображены два колоска, левая жёлтая часть герба разделена пополам, вверху которой изображен кобзарь, а внизу — нефтяная вышка.
Зелёный цвет герба символизирует надежду, вечность жизни, изобилие; два колоска подчёркивают занятие жителей Варвы сельскохозяйственным производством и олицетворяет плодородие украинской земли. Жёлтый (золотой) цвет олицетворяет радость жизни, солнце, богатство народа.
Украинским народным оберегом, символом героического прошлого выступает образ кобзаря, который олицетворяет национально-патриотический дух народа, приверженность к христианству. Нефтяная вышка указывает на развитие на территории поселка нефтяной и газовой промышленности — основы благополучия жителей.

## История
В XVIII веке Варва приобрела статус ратушного города и имела свой герб.

Герб города XVIII ст. (реконструкция)
Герб города XVIII ст. (реконструкция)